# Oleksin (gmina)
Oleksin (także Aleksin) (ros. Алексинская волость, lit. Oleksino valsčius) – dawna gmina wiejska (włość) istniejąca w latach 1861–1915 na Białostocczyźnie. Siedzibą gminy był Oleksin.

## Imperium Rosyjskie
Gmina zbiorowa Oleksin powstała w wyniku reformy struktur administracyjnych państwa rosyjskiego w 1861 roku. Była częścią powiatu bielskiego należącego (od 1843) do guberni grodzieńskiej. W 1890 roku gmina Oleksin obejmowała 48 miejscowości i zamieszkiwało ją 4812 osób.

## I wojna światowa
Podczas I wojny światowej gmina wraz z powiatem bielskim należała do okupowanego przez Niemcy Ober-Ostu (w okręgu Białystok), gdzie znacznie zmieniono granice i podział administracyjny powiatu bielskiego. Spośród jego 15 gmin, zachowano 9 i zniesiono 6, ponadto utworzono 10 nowych W związku z tym, gmina Oleksin została zniesiona, po czym:
- obszar na północ od Brańska wszedł w skład nowej gminy Domanowo,
- obszar na południe od Brańska i na zachód od Nurca wszedł w skład nowej gminy Widźgowo,
- obszar na południe od Brańska i na wschód od Nurca wszedł w skład nowej gminy Łubin,
- najdalej na południowy wschód wysunięty fragment wszedł w skład nowej gminy Kąty (Andryjanki),
- najdalej na południowy zachód wysunięty fragment włączono do gminy Grodzisk (Smolugi),
- fragment tuż na zachód od Brańska wszedł w skład nowej gminy Rudka.

Podział ten zachowano, kiedy powiat bielski przeszedł w sierpniu 1919 pod administrację polską.